# Veneto
Veneto (Venetiaans: Vèneto) is een regio in Italië. De regio grenst met de klok mee aan: Oostenrijk, Friuli-Venezia Giulia, de Golf van Venetië (Adriatische Zee, Middellandse Zee), Emilia-Romagna, Lombardije en Trentino-Zuid-Tirol. De hoofdstad van Veneto is Venetië.
De regio strekt zich uit van de Karnische Alpen in het noorden tot de rivier de Po in het zuiden. In het westen wordt Veneto begrensd door het Gardameer en de rivier de Mincio, in het oosten door de Adriatische Zee en de rivier de Tagliamento.
De oppervlakte neemt ongeveer één zestiende van het nationale territorium in beslag, oftewel 6,09%. Qua grootte staat de regio op de zevende plaats. In Veneto woont 7,8% van de bevolking van Italië.

## Landschap
De regio is landschappelijk grofweg in drie stukken te verdelen:
- Gebergte

De oostelijke Dolomieten en een deel van de zuidelijke Karnische Alpen behoren tot de Veneto. Dit gebied komt ongeveer overeen met het territorium van de provincie Belluno. Cortina d'Ampezzo is hier de belangrijkste wintersport- en zomerverblijfplaats.
- Laagvlakte

In de laagvlakte liggen de grootste steden van de regio waaronder Venetië, Verona en Padua. In dit landbouwgebied wordt onder andere veel wijn geproduceerd. De laagvlakte wordt ten zuiden van Padua en Vicenza onderbroken door de kleine heuvelgroepen van de Monti Berici en de Colli Euganei.
- Kust

Het grootste deel van de kust wordt in beslag genomen door de lagunes en de delta van de rivier de Po. De regionale hoofdstad Venetië is gebouwd op een aantal eilanden in de grootste lagune: de Laguna Veneta. Het noordelijkste deel van de kust is rijk aan zandstranden - hier liggen de veelbezochte badplaatsen Jesolo, Bibione en Caorle.

## Provincies en belangrijke steden

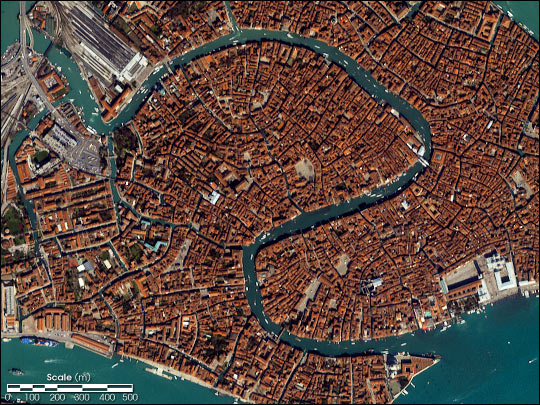
Satellietfoto van het centrum van Venetië

| Provincie/metropolitane stad | Afkorting | Hoofdstad | Belangrijke plaatsen                             |
| ---------------------------- | --------- | --------- | ------------------------------------------------ |
| Belluno                      | BL        | Belluno   | Feltre, Cortina d'Ampezzo                        |
| Padua (Padova)               | PD        | Padua     | Cittadella, Monselice                            |
| Rovigo                       | RO        | Rovigo    | Adria                                            |
| Treviso                      | TV        | Treviso   | Conegliano, Vittorio Veneto                      |
| Venetië (Venezia)            | VE        | Venetië   | Chioggia, San Donà di Piave, Jesolo, Portogruaro |
| Verona                       | VR        | Verona    | Legnago                                          |
| Vicenza                      | VI        | Vicenza   | Bassano del Grappa                               |

## Trivia
- De regio Veneto kent ook een Duitstalige minderheid die Zimbern wordt genoemd.
- Spritz is een populair alcoholisch aperitief uit de regio.